# The Angels (Amerikaanse band)
The Angels was een Amerikaanse meidengroep uit de jaren 1960.

## Bezetting
- Phyllis 'Jiggs' Allbutt (Orange 24 september 1942)
- Barbara Allbutt (Orange 24 september 1940), in het midden van de jaren 1960 vervangen door Lana Shaw
- Linda Jansen (leadzangeres), in 1962 vervangen door Peggy Santiglia, (Bellview, 4 mei 1944), in het midden van de jaren 1960 vervangen door Debbie Swisher

## Carrière
Het trio trad reeds op tijdens de jaren 1950 als The Starlets en publiceerde in 1960 twee singles bij Astro Records, die echter niet succesvol waren. Na de overgang naar het label Caprice Records verscheen in 1961 het nummer Till, dat direct een hit werd en een 14e plaats scoorde in de Amerikaanse singlehitlijst. Hun tweede single kon zich echter niet plaatsen, maar hun derde single Cry Baby Cry was weer goed voor een top 40-klassering. Bij alle opnamen werden ze begeleid door het orkest van Hutch Davie. Na de derde single verliet leadzangeres Linda Jansen de groep en werd vervangen door Peggy Santiglia, die voorheen reclamejingles had gezongen en had opgetreden in de Broadway-musical Do Re Mi. Er werden in het verloop van 1962 nog drie verdere singles uitgebracht bij Caprice Records, die echter allen niet voorkwamen in de hitlijsten. Aan het begin van 1963 verscheen bij het label Ascot Records een single, die eveneens geen succes was.
Nadat The Angels waren overgestapt naar het label Smash Records, lukte hen met het nummer My Boyfriend's Back het grote succes, waarmee ze in het rijtje van meidengroepen, waaronder The Shirelles, The Marvelettes, The Crystals en The Chiffons konden worden geplaatst. Weliswaar had de groep tot aan het voorjaar van 1964 nog enkele kleine hits, echter grotere successen bleven uit. Nadat de volgende drie singles, die in 1964 werden gepubliceerd, zonder succes bleven, werd het contract van de groep niet meer verlengd. Ze veranderden in de daarop volgende jaren nog twee keer van label en namen tijdens de jaren 1967 en 1968 in totaal zes singles op voor RCA Records. De laatste single verscheen in 1974 bij Polydor. Tot in het midden van de jaren 1980 traden The Angels echter voortdurend op in nachtclubs en bij rock-revivalshows.

## Discografie

### Singles
Beschreven zijn alle in de VS verschenen singles.
Als Starlets bij Astro Records
- 1960: P.S. I Love You / Where Is My Love Tonight
- 1960: Romeo And Juliet / Listen For A Lonely Tambourine

Als Angels bij Caprice Records:
- 1961: Till / Moment Ago
- 1962: Cry Baby Cry / That's All I Ask Of You
- 1962: Everybody Loves A Lover / Blow, Joe
- 1962: I'd Be Good For You / You Should Have Told Me
- 1962: A Moment Ago / Cotton Fields

Bij Ascot Records:
- 1963: Cotton Fields / Irresistible

Bij Smash Records:
- 1963: My Boyfriend's Back / (Love Me) Now
- 1963: I Adore Him / Thank You And Goodnight
- 1964: Wow Wow Wee (He's The Boy For Me) / Snowflakes And Teardrops
- 1964: Little Beatle Boy / Java
- 1964: Dream Boy / Jamaica Joe
- 1964: The Boy From 'Cross Town / A World Without Love

Als Halos bij Congress Records
- 1965: Do I / Just Keep On Loving me
- 1965: Since I Fell For You / You're Never Gonna Find
- 1965: Baby What You Want Me To Do / Hey Hey Love Me

Als Angels bij RCA Records:
- 1967: What To Do / I Had A Dream I Lost You
- 1967: You'll Never Get To Heaven / Go Out And Play
- 1967: You’re The Cause Of It / With Love
- 1968: The Modley / If I Didn’t Love You
- 1968: The Boy With The Green Eyes / But For Love
- 1968: Merry Go Round / So Nice

Bij Polydor Records:
- 1974: Papa's Side Of The Bed / You’re All I Need To Get By